# کانی‌گری
کانی‌گری یا کانی‌سازی (به انگلیسی: Mineralization) فرایندی در زیست‌شناسی است که یک موجود زنده، یک ترکیب معدنی را تولید نماید.
کانی‌گری گونه‌ای از زیست‌دگرگونی به‌شمار می‌رود.